# Rick Hoogendorp
Rick Hoogendorp (Blerick, 12 gennaio 1975) è un ex calciatore olandese, di ruolo attaccante.

## Carriera

### Club
Cresciuto nelle società di seconda divisione olandese, dove segna in modo costante (alla media di 0,39 reti a partita), il 12 novembre 1998 passa all'RKC Waalwijk. Nel gennaio 2000 il Celta Vigo lo preleva in prestito oneroso a 315000 €. Dopo aver giocato per anni con l'RKC, segnando più di 100 gol in tutte le competizioni, nel gennaio 2006 passa ai tedeschi del Wolfsburg per 1700000 €. Nel gennaio seguente i tedeschi lo cedono in prestito biennale al Den Haag. Nel 2010 si ritira tra i dilettanti, dopo aver segnato 165 gol in 451 incontri di campionato.